# Lozi (langue)
Pour les articles homonymes, voir Lozi.
Le lozi, ou silozi, est une langue bantoue. Elle est parlée par plus de 725 000 personnes, principalement en Zambie et au Zimbabwe mais aussi en Namibie et au Botswana.
La langue est assez proche du bemba et du shona, langue parlée au Zimbabwe : il y a facilement intercompréhension entre les trois langues, et trois individus qui se parlent en ces 3 langues se comprennent sans difficultés.[réf. nécessaire]